# Уильям Ригал
Да́ррен Кэ́ннет Мэ́тьюз (англ. Darren Kenneth Matthews, род. 10 мая 1968, Кодсол, Стаффордшир) — британский рестлер, более известный под именем Уи́льям Ри́гал (англ. William Regal). В настоящее время он работает в WWE, где занимает должность вице-президента по глобальному развитию кадров.
С 2000 до 2022 года работал в WWE, где являлся рестлером, затем генеральным менеджером брендов NXT и 205 Live. За кулисами он также являлся директором WWE по развитию кадров и руководителем глобального рекрутинга.
Мэтьюс начал свою карьеру в сохранившейся до наших дней карнавальной кабинке с борьбой в парке развлечений «Блэкпул Плеже Бич» в 1983 году, когда ему было 15 лет. В дальнейшем он выступал в рестлинг-промоушенах национального уровня в Великобритании, а также участвовал в телевизионных шоу на канале ITV. Затем он стал гастролировать по всему миру до 1993 года, когда он попал в World Championship Wrestling (WCW), где он взял себе имя Стивен Ригал и стал четырёхкратным телевизионным чемпионом мира.
В 2000 году Мэтьюс перешёл в World Wrestling Federation (ныне WWE), где стал двукратным интерконтинентальным чемпионом, пятикратным хардкорным чемпионом, четырёхкратным чемпионом Европы, четырёхкратным командным чемпионом мира и «Королем ринга» 2008 года. Он также был распорядителем, генеральным менеджером бренда Raw и официальным координатором матчей в сезоне 2011 года оригинального NXT. Хотя он никогда не выигрывал титул чемпиона мира, он пользуется большим уважением среди своих коллег и поклонников реслинга за свои способности на ринге и считается одним из самых недооцененных рестлеров всех времен. В 2022 году выступал в All Elite Wrestling, где являлся менеджером группировки «Бойцовский клуб Блэкпула».

## Ранняя жизнь
Даррен Кеннет Мэтьюс родился 10 мая 1968 года в Кодсолле, Стаффордшир, недалеко от Вулвергемптона. Он вырос, восхищаясь борцами Терри Раджем и Джоном Кортезом, которых он позже назвал «борцами борцов».

## Карьера в рестлинге

### Ранняя карьера (1983—1992)
После обучения у Марти Джонса Мэтьюс дебютировал на ринге, выступая за промоутера Бобби Баррона в его кабинке для соревнований по борьбе в шоу-баре «Подкова» в парке развлечений «Блэкпул Плеже Бич» в возрасте 15 лет. Он использовал жестокие болевые приемы против публики для защиты призовых денег. К этому времени он профессионально боролся по всей Британии за All Star Wrestling, где регулярно выступал вместе с Робби Бруксайдом в команде «Золотые мальчики». И Мэтьюс и Бруксайд участвовали в нескольких телевизионных матчах в последние годы (1987—1988) вещания британского рестлинга на канале ITV.
Мэтьюс продолжал гастролировать по всему миру, в том числе в Германии и Южной Африке. В 1991 году он получил пробный матч в World Wrestling Federation. Мэтьюс сообщил, что через Лорда Альфреда Хейса WWF заинтересовалась молодым рестлером и предложила ему возможность выступить на шоу UK Rampage 24 апреля 1991 года. Выступая в темном матче, он предстал в образе Стива Ригала и в команде с Дэйвом Тейлором и Тони Сент-Клером победил Дрю Макдональда, Чика Каллена и Джонни Саута. Позже в том же году он получил второе приглашение и 3 октября 1991 года выступил против Брайана Максина на шоу Battle Royal at Albert Hall в Лондоне, Англия. Два месяца спустя Мэтьюс снова выступал в Великобритании в рамках крупного американского промоушена, хотя на этот раз это был World Championship Wrestling. Выступая под именем Стива Ригала, он провел шесть матчей в рамках тура WCW по Великобритании и встретился с Терренсом Тейлором, Джимми Гарвином, Гигантом Хейстексом и Озом.
В этот ранний период его называли Стив Ригал — имя, которое он увидел в американском журнале про рестлинг (его использовал «Мистер Электричество» Стив Ригал). Было два исключения: первое — когда он боролся в Уэльсе, в этот период он выступал под именем Стив Джонс и был заявлен из Кардиффа; другое —во время выступления в Joint Promotions в 1986 году, где он провел свои первые два телевизионных матча под именем Рой Ригал. В остальном он оставался под именем Стив Ригал вплоть до своего прихода в World Championship Wrestling.

### NXT (2010—2011)
В феврале 2010 года WWE объявило, что МВП станет наставником Скипа Шефилда в новом реалити-шоу NXT, однако перед самым дебютом шоу МВП был заменен на Уильяма Ригала. Дебют Ригала в NXT состоялся 2 марта, когда он в командном матче вместе со своим новичком проиграл Мэтту Харди и Джастину Габриэлю. 30 марта Ригал вместе с Кристианом, Карлито и Мизом проиграли R-Truth, Мэтту Харди, СМ Панку и Вэйду Баррету в командном поединке 8 рестлеров. 13 апреля Ригал одержал свою первую победу на арене NXT, победив Даниэля Брайана. 10 мая новичок Ригала Шефилд был исключен из соревнования. Уильям стал комментатором в 5 м сезоне NXT. Помимо этого Ригал продолжил рестлерские выступления. Он участвовал в королевских битвах, а также успешно провел бой против участника пятого сезона NXT Даррена Янга. 10 ноября Ригал проиграл в Лондоне бой против бывшего ученика Дэниела Брайана, но тем не менее остался очень доволен. Начиная с 7 марта 2012 года назначен генеральным менеджером NXT.

## Личная жизнь
В ноябре 1986 года Уильям женился на Кристине Беддоуз. В браке родились сыновья Дэниел, Бэйли и Дейн. Бейли также является рестлером и дебютировал на британском бренде NXT UK под ринг-именем Чарли Демпси в 2021 году.
У Уильяма есть две татуировки: надпись Made in England на левой ноге и роза с именем жены на левой руке. Среди домашних животных Ригала — три кошки, две собаки, две змеи, восемь ящериц и черепаха. Большое обилие питомцев Ригал объяснял тем, что его «ненавидят люди».
Во время обследования в 2003 году ему поставили неверный диагноз, а после обнаружили ошибку и выявили порок сердца. Из-за этого в теле Регала затвердевало большое количество жидкости. Ему пришлось перенести несколько операций и пройти реабилитационный курс, чтобы избавиться от тромбов. За время лечения он сбросил 18 кг жира, а на ринг вернулся только в апреле 2004 года. 30 августа 2007 года журнал Sports Illustrated заявил, что Ригал и ещё девять рестлеров с ноября 2004 по ноябрь 2006 года употребляли стероиды, запрещённые программой WWE Talent Wellness как опасные для здоровья: среди употребляемых были станозолол, гормон роста (соматропин), генотропин и анастрозол.
3 мая 2005 года вышла автобиография Уильяма Ригала «Проходя Золотую милю» (англ. Walking a Golden Mile), в которой он рассказал о множестве своих проблем. Так, за время своего сотрудничества в WCW Ригал однажды был арестован во время перелёта из Японии в США за то, что напился и помочился на стюардессу. В книге он признаёт, что был пьян, но не помнит, что именно произошло на борту: проснулся он уже в тюрьме в Анкоридже.
Вопреки своему образу британского аристократа и джентльмена с характерным нормативным произношением, в обычной жизни Ригал говорит с ланкаширским акцентом. Также он утверждает, что не любит футбол и крикет, причём от последнего он в школе «шарахался как от чумы», хотя на некоторых событиях реслинга появлялся с крикетной битой. Вместе с тем Ригал продемонстрировал свой интеллект в американской версии шоу The Weakest Link, выиграв два первых раунда и заняв на шоу 3-е место.

## Титулы и достижения
- Memphis Championship Wrestling
  - MCW Southern Heavyweight Championship (1 раз)[25]
- Pro Wrestling Illustrated
  - № 18 в списке 500 лучших рестлеров 1994 года[26]
- World Championship Wrestling
  - Телевизионный чемпион мира WCW (4 раза)
- World Wrestling Federation / World Wrestling Entertainment
  - Командный чемпион мира (4 раза) — с Лэнсом Штормом (2), Юджином (1), Таджири (1)[27][28][29][30]
  - Хардкорный чемпион WWF (3 раза)
  - Чемпион Европы WWE/F (4 раза)[31][32][33][34]
  - Интерконтинентальный чемпион WWE/F (2 раза)[35][36]
  - Король ринга (2008)[37]
- Wrestling Observer Newsletter
  - Лучший телевизионный коментатор (2013, 2014)[38]